# Partis bourgeois
En Suisse, on désigne de manière courante comme partis bourgeois et Bloc bourgeois les partis représentés au Conseil fédéral à l'exception du Parti socialiste. Il s'agit du Parti libéral-radical, du Parti démocrate-chrétien, de l'Union démocratique du centre et du Parti bourgeois-démocratique.  
L'usage de ces termes, en Suisse romande, provient d'une traduction littérale et abusive de l'allemand Bürger, Bürgerblock et Bürgerliche Parteien.

## Abus linguistique
L'expression en français est courante dans ce contexte en Suisse. Elle n'a pas de connotation péjorative en Suisse allemande. Mais elle peut en avoir en Suisse romande, notamment lorsqu'elle est employée par les partis de gauche, les médias ou certains historiens et politologues. On peut parler d'un cas typique d'helvétisme linguistique dans le champ politique.
L'expression « parti bourgeois » est une traduction littérale de l'allemand Bürgerliche Parteien. D'un point de vue traductologique, il s'agit d'un abus : en effet, les termes allemands Bürger/bürgerlich ne sont pas des équivalents des termes français bourgeois, mais renvoient à une multipolarité sémique. Bürger/bürgerlich ont le plus souvent trait aux notions de citoyen et de civil. Ainsi, les Deutsche Bürger ne sont pas des « bourgeois allemands », mais les citoyens allemands, tout comme  Bürgerrecht ne désigne pas le « droit bourgeois », mais le droit civil. Le Bürgerliches Gesetzbuch désigne le code civil allemand. Ou encore comme Bürgerkrieg, qui ne désigne pas une « guerre bourgeoise » mais la notion de guerre civile. Le terme de Bürgerwehr, que certains historiens traduisent faussement, dans le contexte de la grève générale de 1918 par exemple, par « milice bourgeoise », devrait être traduit par garde civique ou milice citoyenne. 
Ce phénomène de multipolarité sémique a poussé les partisans résolus de la désambiguïsation à introduire en allemand les mots Bourgeois, bourgeois et Bourgeoisie, dans la signification sectorielle qu'ils ont en français.

## Origine du terme

### Autriche
Le terme de Bürgerblock est apparu en Autriche au lendemain des élections nationales de 1920. Face à la progression des partis socialiste et communiste, le Parti chrétien-social et les deux partis de tendance pangermaniste, le Großdeutsche Volkspartei et le Landbund, forment une alliance en vue d'un gouvernement de coalition. L'ensemble des députés qui accordent leur confiance au gouvernement est désigné comme le Bürgerblock  par la presse. Le chrétien-social  Ignaz Seipel (chancelier en 1922-1924 et 1926-1929), et l'indépendant Johann Schober (chancelier en 1921-janvier 1922 et en 1929-1930) sont considérés comme les figures représentatives de cette coalition.

### Suisse
En Suisse, l'émergence de la notion d'un Bürgerblock est à mettre en rapport avec l'histoire du Parti Radical suisse (futur PRD). Entre 1848 et 1919, les Radicaux constituent la force hégémonique de la politique suisse. Ils détiennent la totalité des sept sièges du Conseil fédéral jusqu'en 1891, lorsqu'ils accordent pour la première fois un siège à un Conservateur catholique. L'unité du parti est en réalité basée sur un compromis entre son aile gauche dominante et son aile économique. Le parti a deux ennemis : à droite les Catholiques conservateurs, à gauche le Parti socialiste. 
Au tournant de 1900, le Parti socialiste se renforce, en même temps que les grèves ouvrières deviennent plus fréquentes. De l'autre côté de l'échiquier politique, les Radicaux font face à une autre forme de mécontentement croissant : dans son propre bastion historique de Zurich, le parti est contesté par une Bürgerverband, qui regroupe une large opposition de droite au PRD. L'apparition dans des cantons réformés d'une nouvelle opposition de droite renforce la position de la droite catholique, majoritaire dans la plupart des cantons catholiques. En 1918, l'initiative populaire pour l'introduction du système proportionnel pour l'élection du Conseil national est acceptée. Les élections suivantes voient, en conséquence, l'effondrement des Radicaux, qui perdent 45 de leurs 105 sièges : leur représentation écrasante au Conseil fédéral devient difficile à justifier. D'autre part, le traumatisme de la grève générale de 1912 se réveille avec celle de 1918. Le PRD va donc se résoudre à composer avec les autres partis non socialistes. À partir de 1919, le Conseil fédéral aura désormais deux sièges occupés par les Conservateurs catholiques (devenus entre-temps Parti Populaire conservateur suisse). En 1929, un siège est concédé au Parti des paysans, artisans et indépendants, qui représente les forces conservatrices dans certains cantons non catholiques. Désormais, le Conseil fédéral sera composé de 4 Radicaux, de 2 Conservateurs catholiques et de 1 PAB. La presse désignera cette coalition de fait par le terme de Bürgerblock. En 1943, l'entrée du premier socialiste au Conseil fédéral, Ernst Nobs, met en réalité un terme au gouvernement du Bürgerblock, même si l'expression perdure jusqu'à aujourd'hui.
Certains historiens élargissent la notion de Bürgerblock aux associations économiques, telles l'Union suisse des paysans (fondée en 1897), l'Union suisse du commerce et de l'industrie et l'Union suisse des arts et métiers, qui participeraient indirectement au gouvernement helvétique.

### Allemagne
Le terme de Bürgerblock a été surtout usité lors de la République de Weimar (1918-1933). Il a désigné deux cabinets de coalition (Bürgerblock-Regierung, ou Bürgerblock-Kabinett), formés par les partis du centre et du centre-droit, dont le Parti démocrate allemand, le Zentrum catholique, le Parti populaire bavarois, le Parti populaire allemand ou le Parti populaire national allemand. Le premier de ces gouvernements de coalition est formé le 15 janvier 1925 par le chancelier Hans Luther. Un deuxième cabinet de ce type est constitué par le chancelier Wilhelm Marx.  
Après la Deuxième Guerre mondiale, le terme a été parfois employé, surtout par le presse du SPD, pour désigner les coalitions entre la CDU, la CSU et le FDP.